# Іліє Чебану
Іліє Чебану (рум. Ilie Cebanu, нар. 29 грудня 1986, Кишинів) — молдовський футболіст, що грав на позиції воротаря.

## Клубна кар'єра
У дорослому футболі дебютував 2003 року виступами за команду «Зімбру», в якій провів один сезон. 
Згодом з 2004 по 2007 рік грав у складі команд «Каринтія», «Санкт-Файт», «Штурм» (Грац) та «Капфенберг».
Своєю грою за останню команду привернув увагу представників тренерського штабу клубу «Вісла» (Краків), до складу якого приєднався 2007 року. Відіграв за команду з Кракова наступні три сезони своєї ігрової кар'єри.
Протягом 2010—2017 років захищав кольори клубів «Рубін», «Волгар» (Астрахань), «Рубін», «Том» та «Мордовія».
Завершив ігрову кар'єру у команді «Зімбру», у складі якої вже виступав раніше. Повернувся до неї 2017 року, захищав її кольори до припинення виступів на професійному рівні у 2017 році.

## Виступи за збірні
Протягом 2004–2008 років залучався до складу молодіжної збірної Молдови. На молодіжному рівні зіграв у 19 офіційних матчах.
У 2013 році дебютував в офіційних матчах у складі національної збірної Молдови.
Загалом протягом кар'єри в національній команді, яка тривала 6 років, провів у її формі 29 матчів, пропустивши 38 голів.